# SS Pacific
El SS Pacific fue un vapor de ruedas con casco de madera construido en 1849 para el servicio transatlántico de la American Collins Line. Diseñado para superar a sus principales rivales de la compañía británica Cunard Line, el Pacific y sus tres buques gemelos (Atlantic, Arctic y Baltic) eran los mayores, más rápidos y mejor equipados vapores transatlánticos de su época.
La carrera del Pacific comenzó con buen pie al establecer un nuevo récord de velocidad transatlántica en su primer año de servicio. Sin embargo, tras sólo cinco años en servicio, el buque, con toda su dotación de casi 200 pasajeros y tripulación, desapareció sin dejar rastro durante un viaje de Liverpool a Nueva York, que comenzó el 23 de enero de 1856. Actualmente se desconoce el paradero del Pacific. Un mensaje en una botella hallado en la remota isla de Uist, en las Hébridas, en 1861 declaraba que había sido hundido por chocar contra icebergs.

## Hundimiento
El 23 de enero de 1856, el Pacific partió de Liverpool hacia su destino habitual, Nueva York, con 45 pasajeros (un número típicamente reducido para un viaje de invierno) y 141 tripulantes. Su comandante era el capitán Asa Eldridge, patrón y navegante de Yarmouth de fama mundial; en 1854 había establecido un récord de velocidad transatlántica en el clíper Red Jacket de Nueva York a Liverpool.
Después de que el Pacific no llegara a Nueva York, se enviaron otros barcos para realizar una búsqueda, pero no se encontró rastro del buque. Los contemporáneos llegaron a la conclusión de que probablemente había chocado contra un iceberg frente a Terranova, ya que el hielo había sido particularmente malo ese año. El capitán Eldridge y su jefe de máquinas, Samuel Matthews, eran aún novatos en el Pacific, ya que sólo realizaban su segundo viaje de ida y vuelta en él, y algunos comentarios achacaron el desastre a su inexperiencia. Pero, como explica un relato más reciente, ambos tenían una experiencia considerable: El Pacific era en realidad el cuarto vapor que comandaba Eldridge, mientras que Matthews tenía una larga carrera en otros buques de vapor, incluido otro transatlántico Collins cuyos motores y calderas eran idénticos a los del Pacific.
Wyn Craig Wade menciona el barco desaparecido en su libro de 1979, "The Titanic: End of a Dream". Wade escribió: "La única pista en este caso había sido una nota en una botella, arrastrada a tierra en la costa oeste de las Hébridas" en la que se leía:

A bordo del Pacific de Liverpool a N.Y. - Barco hundiéndose. Confusión a bordo - icebergs a nuestro alrededor por todos lados. Sé que no puedo escapar. Escribo la causa de nuestra pérdida para que los amigos no vivan en suspenso. El descubridor por favor lo publicará. W.M. GRAHAM.

El escritor Jim Coogan menciona el buque desaparecido en su artículo "Un mensaje del mar" publicado en The Barnstable Patriot, escribiendo que tras el hallazgo de la botella, "en la remota isla de Uist, en las Hébridas... en el verano de 1861", la lista de pasajeros fue comprobada minuciosamente por la London Shipping & Mercantile Gazette, "y cuando se examinó la lista de pasajeros del malogrado vapor, aparecía el nombre de William Graham, un capitán de navío británico que se dirigía a Nueva York como pasajero para tomar allí el mando de otro buque".
El artículo de Coogan continúa relatando que Stephen Fox escribió:

"...en 1991, unos submarinistas [afirmaron haber] encontrado la sección de proa del SS Pacific en el mar de Irlanda, a sólo 60 millas [97 km] de Liverpool. Aparte de la afirmación, no hay ninguna otra confirmación del hallazgo, ni se encuentra en ningún otro libro... El hecho de que ningún resto del barco perdido llegara a tierra a lo largo de la costa de Gales tras su desaparición también haría improbable que el barco naufragara tan cerca de Liverpool".

Apoyando la opinión escéptica, un libro posterior sostenía que, a falta de más información sobre ese pecio, la nota en la botella que llegó a tierra en las Hébridas seguía representando la mejor explicación de la desaparición del vapor. En inmersiones posteriores se encontraron objetos fechados años después de 1856. La Comisión Real de Monumentos Antiguos e Históricos de Gales concluyó que era poco probable que los restos del naufragio fueran los del Pacific.
Entre las personas perdidas se encontraba Bernard O'Reilly, obispo de Hartford (Connecticut), que regresaba a su diócesis tras un viaje a Europa en 1855.